# Brangus

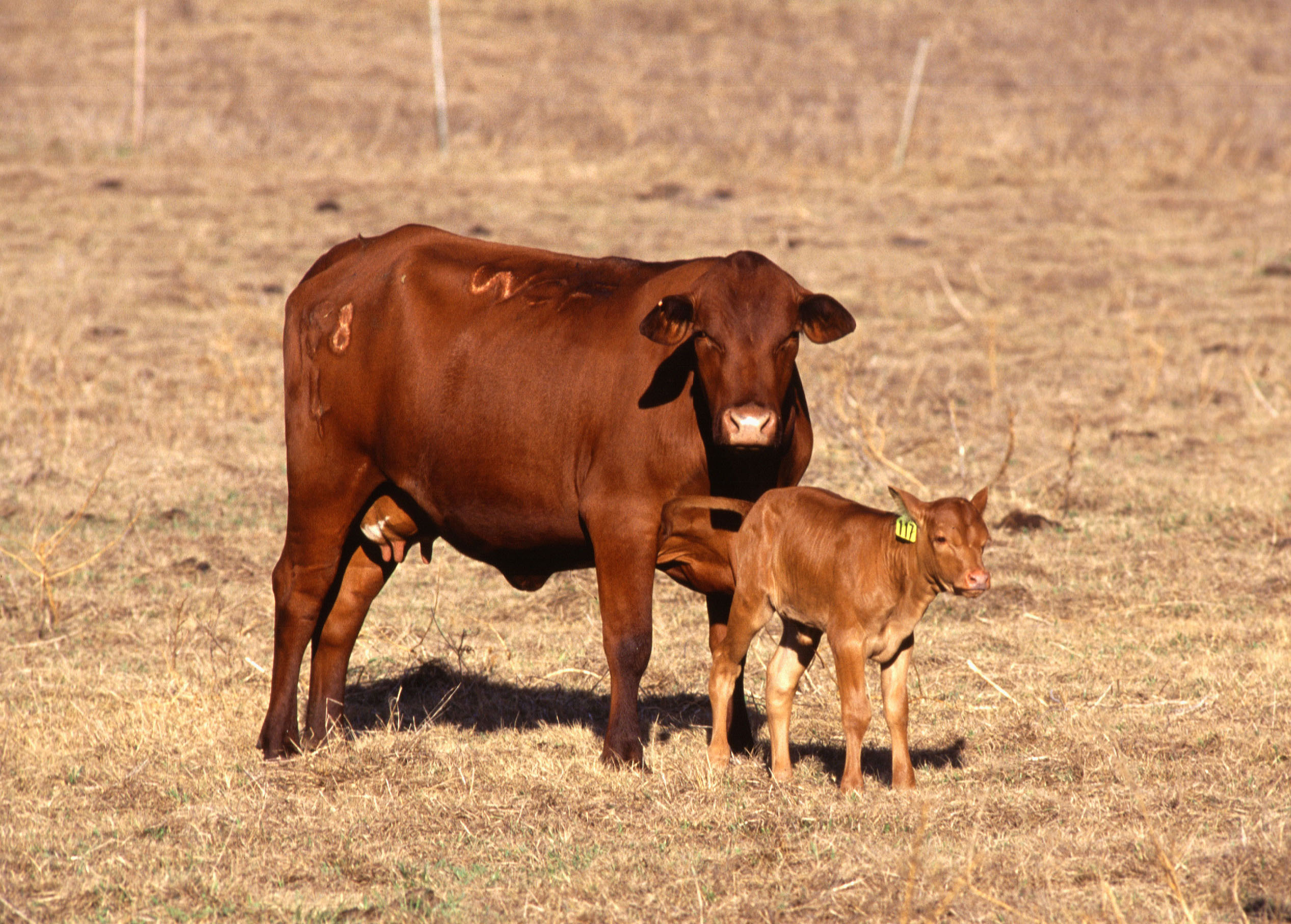
Brangus koe met kalf

Brangus is een oorspronkelijk Amerikaans runderras, dat een kruising is tussen een zeboekoe (Bos indicus), meestal Brahman of Nelore en de Europese koe (Bos taurus) van het oorspronkelijke Engelse ras Aberdeen Angus. De dieren zijn met name geschikt voor vleesproductie waar slechte voedings- en klimatologische omstandigheden heersen. Een officiële Brangus is voor 3/8 tot 5/8 deel Angus en 5/8 tot 3/8 deel zeboe. Het ras was oorspronkelijk zwart, de Black Brangus, maar er is ook een rode variant, de Red Brangus. De verspreiding is met name in de subtropische en tropische delen van de Verenigde Staten, Zuid-Amerika en in Australië. In Argentinië is de Brangus het meest gebruikte vleesras in gebieden met periodieke voedselschaarste en/of hogere temperaturen naast het Angus ras voor de gematigde gebieden waar altijd voldoende voedsel is.

## Geschiedenis
De eerste succesvolle kruising vond plaats in 1912 in de Amerikaanse staat Louisiana. Men wilde door middel van een kruising de hardheid en het aanpassingsvermogen van de zeboe combineren met het lekkere, malse, gemarmerde vlees van de verbeterde Amerikaanse Aberdeen Angus. In 1949 verenigden de fokkers zich in het IBBA (International Brangus Breeders Association). Brangus wordt als merknaam gevoerd door het IBBA.
Na de Tweede Wereldoorlog ontstonden ook fokkersorganisaties in met name Argentinië en Australië en later ook in vrijwel alle andere Zuid-Amerikaanse landen.